# جمعية الخروب
الجمعية الرياضية للخروب المعروف باسم جمعية الخروب، هو نادي كرة قدم جزائري في مدينة الخروب في ولاية قسنطينة. تأسس عام 1927. ألوان النادي هي الأبيض والأحمر. الملعب الرسمي للفريق هو ملعب عابد حمداني الذي يتسع لـ 8000 متفرج. يلعب النادي حاليًا في الرابطة الجزائرية المحترفة الثانية.
في 1 مايو 2020، صعد جمعية الخروب إلى الرابطة الجزائرية المحترفة الثانية. وفي 28 مايو 2022، صعد جمعية الخروب إلى الرابطة الجزائرية المحترفة الثانية مرة أخرى.

## تاريخ
تأسس النادي في 11 مايو 1927 لذا يعتبر من أقدم الفرق الرياضية في الجزائر، قبل أندلاع الثورة الجزائرية كانت الفرق الرياضية تتكون من خليط بين اللاعبين الجزائريين والفرنسيين، في تلك الفقرة انتقل لاعبون من جمعية الخروب للعب في بطولة القسم الممتاز الفرنسية منهم بن طرشة ومعاوي الذين لعبا لنادي بوردو سنة 1933 وأيضا زواد الذي لعب لسانت اتيان.

### فترة الستينيات
بعد استقلال الجزائر 1962 نظمت بطولة افتتاحية مؤهلة للقسم الأول 1963 وشارك جمعية الخروب في المجموعة الشرقية ولم يتمكن من الوصول للقسم الأول.
كان أول بروز للجمعية في الساحة الوطنية موسم 1964/1965 حيث وصل إلى الدور النصف نهائي لكاس الجمهورية بعد اقصائه لفرق قوية امثال ترجي قالمة (2-1) ومولودية باتنة (3-0) ومعسكر (3-0) وبرج بوعريريج (2-0) وبريد الجزائر (2-0) وجرت المقابلة النصف نهائية بملعب بن عبد المالك ضد مولودية سعيدة وعاد الفوز للمولودية ب3-2 في مقابلة مثيرة وفازت سعيدة بكاس تلك السنة.
في الموسم الموالي 65/ 66 صعد جمعية الخروب الي القسم الثاني، وواجه فرق قوية امثال مولودية الجزائر واتحاد الجزائر وترجي مستغانم واتحاد بلعباس وجيجل، حقق الفريق نتائج مميزة أبرزها الفوز على مولودية الجزائر في الخروب 4-1 وفرض عليها التعادل في الجزائر 2-2.
وفي تلك الفترة برز المدافع مسعود بلوصيف الذي تمكن من الفوز بمكانة أساسية في المنتخب الوطني الجزائري وأصبح جزء لا يتجزء من المنتخب الجزائري في الستينات وكان ضمن التشكيلة التي أهلت الجزائر لأول مرة في تاريخها لكاس امم أفريقيا 1968 في إثيوبيا، بالإضافة إلى زفزاف عبد الكريم الذي كان يلعب في مولودية قسنطينة.
كان بلوصيف هو الناطق الرسمي للاعبي الشرق في المنتخب والمدافع عن حقوقهم، وواجه مع المنتخب الوطني لاعبين عالميين كبار منهم لاعب ريال مدريد آنذاك المجري بوسكاش والمجري البير الحاصل على جائزة الكرة الذهبية العالمية 67 والحارس السوفياتي ليف ياشين والمهاجم كوسينوف وغيرهم، يملك بلوصيف في رصيده أكثر من 40 مقابلة دولية.[بحاجة لمصدر]

## أبرز اللاعبين
- مسعود بلوصيف
- محمد بوشركة
- عوبيدة
- دبابزية
- كمال بلشطر
- الربيع بابا
- العيفاوي
- الهاني خطابي
- ميلية عبد السلام
- بن سعادة
- طبيش
- بارة
- الحاسن عبيد
- حشوف السعيد
- عامر حسين
- منصر عبد القادر
- كمال خوجة
- محمد بجاوي
- سعيد بجاوي
- سعيد الريك
- يحي خشمون
- حمودي بن دريدي

## الطاقم الإداري

### رؤساء النادي
- والي محمد (1962/1963)، وهو أول رئيس لجمعية الخروب بعد الاستقلال.
- محمد معزة (1963/1968)
- محمد صراوي (1968/ 1970)ثم (1971-1974)
- عبد الحميد أبركان
- سقني حشوف (1974/1976)
- حسين ناصري (1976/1977)
- صوامة محمود
- عمار حمايزية
- عباس العيفاوي
- عبابسة صالح
- قرمي لشطر
- محمد العربي بن عبد القادر
- الهاني خطابي
- حسان ميلية